# 24 Karat Gold: Songs From The Vault
Albums de Stevie Nicks
In Your Dreams
24 Karat Gold: Songs from the Vault est le huitième album studio de la chanteuse américaine Stevie Nicks, commercialisé le 30 septembre 2014 avec Reprise Records.

## Historique
Enregistré a Nashville et Los Angeles, l'album inclut de nouvelles versions de démos qu'elle avait enregistrées, principalement entre 1969 et 1987, à l'exception de deux chansons qui datent de 1994 et 1995. L'album contient une reprise, Carousel, une chanson originellement écrite et enregistrée par Vanessa Carlton sur son album Rabbits on the Run (2011). Stevie Nicks l'a incluse sur l'album en hommage à sa mère, dont c'était la chanson préférée durant ses derniers jours et parce que Vanessa Carlton était présente au moment de son décès, cette dernière est d'ailleurs aux chœurs sur cette chanson. Stevie Nicks a eu l'idée d'enregistrer cet album après que son assistante lui a montré des disques pirate de ses démos aient été diffusées sur YouTube. Le groupe de country américain Lady A fait une apparition sur le titre Blue Water.

## Succès commercial
Le 15 octobre 2014, Billboard annonce que l'album s'est vendu à 33 000 exemplaires durant la semaine de sa sortie et s'est classé à la septième place du Billboard 200, donnant à la chanteuse son sixième album à percer le top 10. L'album s'est depuis vendu a plus de 100 000 exemplaires aux États-Unis.

## Fiche technique

### Liste des chansons
Toutes les chansons sont écrites et composées par Stevie Nicks, sauf indication contraire.
| 1.    | Starshine                          |                                            | 4:05 |
| 2.    | The Dealer                         |                                            | 4:38 |
| 3.    | Mabel Normand                      |                                            | 4:53 |
| 4.    | Blue Water (feat. Lady Antebellum) |                                            | 4:26 |
| 5.    | Cathouse Blues                     |                                            | 2:48 |
| 6.    | 24 Karat Gold                      |                                            | 4:09 |
| 7.    | Hard Advice                        |                                            | 4:20 |
| 8.    | Lady                               |                                            | 4:58 |
| 9.    | I Don't Care                       | Stevie Nicks, Mike Campbell, Waddy Wachtel | 6:09 |
| 10.   | All the Beautiful Worlds           |                                            | 5:00 |
| 11.   | Belle Fleur                        |                                            | 5:37 |
| 12.   | If You Were My Love                |                                            | 5:00 |
| 13.   | Carousel                           | Vanessa Carlton                            | 3:19 |
| 14.   | She Loves Him Still                | Stevie Nicks, Mark Knopfler                | 4:29 |
| 63:51 |                                    |                                            |      |

### Musiciens
- Stevie Nicks – chant, claviers
- Benmont Tench – claviers, piano
- David A. Stewart – guitare
- Waddy Wachtel – guitare, chœurs
- Tom Bukovac – guitare
- Michael Rhodes – basse
- Kieran Kiely – accordéon, flûtes ethniques, flûte irlandaise
- Dan Dugmore – banjo
- Chad Cromwell – batterie
- Lenny Castro – percussions
- Sharon Celani – chœurs
- Lori Nicks – chœurs

## Musiciens additionnels
- Vanessa Carlton - chœurs sur "Carousel"
- Jessica Nicks - chœurs sur "Carousel"
- Ann Marie Calhoun – violon sur "Carousel"
- Lady A (Hillary Scott, Charles Kelley, Dave Haywood) - chœurs sur "Blue Water"
- Mike Campbell – guitare sur "Starshine" et "I Don't Care"
- Davey Johnstone – guitare sur "Belle Fleur" et "If You Were My Love"